# Südkoreanische Badmintonmeisterschaft 1999
Die Südkoreanische Badmintonmeisterschaft 1999 fand Ende Dezember 1999 in Jeju-si statt. Austragung der nationalen Titelkämpfe  im Badminton Südkoreas.

## Finalergebnisse
| Disziplin    | Sieger                     | Finalist                    | Ergebnis          |
| ------------ | -------------------------- | --------------------------- | ----------------- |
| Herreneinzel | Shon Seung-mo              | Lee Hyun-il                 | 15-12, 15-13      |
| Dameneinzel  | Ra Kyung-min               | Lee Kyung-won               | 2-0               |
| Herrendoppel | Lee Dong-soo Yoo Yong-sung | Ha Tae-kwon Kim Dong-moon   | 14-17, 15-7, 15-6 |
| Damendoppel  | Lee Kyung-won Park Soo-yun | Chung Jae-hee Yim Kyung-jin | 2-1               |
| Mixed        | Ha Tae-kwon Chung Jae-hee  | Lee Dong-soo Yim Kyung-jin  | 2-1               |